# Okręg wyborczy nr 29 do Sejmu Rzeczypospolitej Polskiej
Okręg wyborczy nr 29 do Sejmu Rzeczypospolitej Polskiej obejmuje obszar miast na prawach powiatu Bytomia, Gliwic i Zabrza oraz powiatów gliwickiego i tarnogórskiego (województwo śląskie). W obecnym kształcie został utworzony w 2001. Wybieranych jest w nim 9 posłów w systemie proporcjonalnym (do 2011 wybierano 10 posłów).
Siedzibą okręgowej komisji wyborczej są Katowice.

## Wyniki wyborów
| Podział 10 mandatów: SLD–UP: 6 Samoobrona: 1 PO: 2 PiS: 1 |

| Podział 10 mandatów: SLD: 1 Samoobrona: 1 PO: 4 PiS: 4 |

| Podział 10 mandatów: LiD: 1 PO: 6 PiS: 3 |

| Podział 9 mandatów: RP: 1 PO: 6 PiS: 2 |

| Podział 9 mandatów: NRP: 1 K’15: 1 PO: 3 PiS: 4 |

| Podział 9 mandatów: SLD: 1 KO: 4 PiS: 4 |

| Podział 9 mandatów: NL: 1 KO: 4 TD: 1 PiS: 3 |

## Reprezentanci okręgu
| Sejm | Rok  | Poseł KW    | Poseł KW                                         | Poseł KW           | Poseł KW            | Poseł KW                        | Poseł KW           | Poseł KW        | Poseł KW       | Poseł KW                         | Poseł KW         | Poseł KW          | Poseł KW            | Poseł KW | Poseł KW         | Poseł KW | Poseł KW                        | Poseł KW | Poseł KW             | Poseł KW | Poseł KW        |
| ---- | ---- | ----------- | ------------------------------------------------ | ------------------ | ------------------- | ------------------------------- | ------------------ | --------------- | -------------- | -------------------------------- | ---------------- | ----------------- | ------------------- | -------- | ---------------- | -------- | ------------------------------- | -------- | -------------------- | -------- | --------------- |
| IV   | 2001 |             | W. Martyniuk SLD–UP (2001) SLD (2005) LiD (2007) |                    | J. Chojnacki SLD–UP |                                 | A. Gałażewski PO   |                 | W. Szarama PiS |                                  | M. Widuch SLD–UP |                   | W. Okoński SLD–UP   |          | J. Kubica SLD–UP |          | K. Szumilas PO (2001) KO (2019) |          | S. Dulias Samoobrona |          | E. Janik SLD–UP |
| V    | 2005 |             | W. Martyniuk SLD–UP (2001) SLD (2005) LiD (2007) | J. Jędrych PiS     |                     | E. Więckowska PO                | A. Gałażewski PO   |                 | W. Szarama PiS | T. Głogowski PO (2005) KO (2019) |                  | T. Wita PiS       | R. Moric Samoobrona |          | A. Chłopek PiS   |          | K. Szumilas PO (2001) KO (2019) |          |                      |          |                 |
| VI   | 2007 |             | W. Martyniuk SLD–UP (2001) SLD (2005) LiD (2007) | Z. Religa PiS      | M. Sekuła PO        |                                 | A. Gałażewski PO   | J. Brzezinka PO | W. Szarama PiS | T. Głogowski PO (2005) KO (2019) |                  | J. Kaźmierczak PO |                     |          | A. Chłopek PiS   |          | K. Szumilas PO (2001) KO (2019) |          |                      |          |                 |
| VI   | 2009 | T. Wita PiS | W. Martyniuk SLD–UP (2001) SLD (2005) LiD (2007) |                    | M. Sekuła PO        |                                 | A. Gałażewski PO   | J. Brzezinka PO | W. Szarama PiS | T. Głogowski PO (2005) KO (2019) |                  | J. Kaźmierczak PO |                     |          | A. Chłopek PiS   |          | K. Szumilas PO (2001) KO (2019) |          |                      |          |                 |
| VII  | 2011 |             | M. Stolarski RP                                  | P. Pyzik PiS       | J. Polaczek PiS     | B. Budka PO                     | A. Gałażewski PO   | J. Brzezinka PO | –              | –                                | –                | J. Kaźmierczak PO |                     |          |                  |          | K. Szumilas PO (2001) KO (2019) |          |                      |          |                 |
| VIII | 2015 |             | M. Golbik .N (2015) KO (2019)                    | P. Pyzik PiS       |                     | B. Budka PO                     | P. Kobyliński K’15 | W. Szarama PiS  | –              | –                                | –                |                   | B. Dziuk PiS        |          | J. Gonciarz PiS  |          | K. Szumilas PO (2001) KO (2019) |          |                      |          |                 |
| IX   | 2019 |             | M. Golbik .N (2015) KO (2019)                    | B. Borys-Szopa PiS |                     | W. Nowicka SLD (2019) NL (2023) |                    | W. Szarama PiS  | –              | –                                | –                | T. Olichwer KO    | B. Dziuk PiS        |          | J. Gonciarz PiS  |          | K. Szumilas PO (2001) KO (2019) |          |                      |          |                 |
| X    | 2023 |             | M. Golbik .N (2015) KO (2019)                    | B. Borys-Szopa PiS | M. Gzik KO          | W. Nowicka SLD (2019) NL (2023) | J. Wieczorek PiS   | W. Szarama PiS  | –              | –                                | –                |                   | P. Strach TD        |          |                  |          | K. Szumilas PO (2001) KO (2019) |          |                      |          |                 |

### Wybory parlamentarne 2001
| Komitet wyborczy                                      | Komitet wyborczy                              | Głosów  | %     | Mandaty | Wybrani posłowie                                                                        |
| ----------------------------------------------------- | --------------------------------------------- | ------- | ----- | ------- | --------------------------------------------------------------------------------------- |
|                                                       | KKW Sojusz Lewicy Demokratycznej – Unia Pracy | 113 806 | 44,39 | 6       | Wacław Martyniuk, Jan Chojnacki, Marek Widuch, Wiesław Okoński, Ewa Janik, Józef Kubica |
|                                                       | KWW Platforma Obywatelska                     | 34 923  | 13,62 | 2       | Andrzej Gałażewski, Krystyna Szumilas                                                   |
|                                                       | Prawo i Sprawiedliwość                        | 25 146  | 9,81  | 1       | Wojciech Szarama                                                                        |
|                                                       | KKW Akcja Wyborcza Solidarność Prawicy        | 21 630  | 8,44  | –       |                                                                                         |
|                                                       | Samoobrona Rzeczpospolitej Polskiej           | 15 613  | 6,09  | 1       | Stanisław Dulias                                                                        |
|                                                       | Liga Polskich Rodzin                          | 14 040  | 5,48  | –       |                                                                                         |
|                                                       | Unia Wolności                                 | 13 672  | 5,33  | –       |                                                                                         |
|                                                       | KWW Niemiecka Mniejszość Górnego Śląska       | 8024    | 3,13  | –       |                                                                                         |
|                                                       | Polskie Stronnictwo Ludowe                    | 7709    | 3,01  | –       |                                                                                         |
|                                                       | Alternatywa Ruch Społeczny                    | 1395    | 0,54  | –       |                                                                                         |
|                                                       | Polska Partia Socjalistyczna                  | 448     | 0,17  | –       |                                                                                         |
| Frekwencja: 39,26% Źródło: Państwowa Komisja Wyborcza |                                               |         |       |         |                                                                                         |

Poniższa tabela przedstawia podział mandatów dla komitetów wyborczych na podstawie uzyskanych głosów, a następnie obliczonych ilorazów wyborczych na podstawie zmodyfikowanej metody Sainte-Laguë.
|        | KKW Sojusz Lewicy Demokratycznej – Unia Pracy | 113 806 | 81 290 | 37 935 | 22 761 | 16 258 | 12 645 | 10 346 | 8754 | ... | 5990 | 6  | 5,19 |
|        | KWW Platforma Obywatelska                     | 34 923  | 24 945 | 11 641 | 6985   | 4989   | 3880   | 3175   | 2686 | ... | 1838 | 2  | 1,59 |
|        | Prawo i Sprawiedliwość                        | 25 146  | 17 961 | 8382   | 5029   | 3592   | 2794   | 2286   | 1934 | ... | 1323 | 1  | 1,15 |
|        | Samoobrona Rzeczpospolitej Polskiej           | 15 613  | 11 152 | 5204   | 3123   | 2230   | 1735   | 1419   | 1201 | ... | 822  | 1  | 0,71 |
|        | Liga Polskich Rodzin                          | 14 040  | 10 029 | 4680   | 2808   | 2006   | 1560   | 1276   | 1080 | ... | 739  | 0  | 0,64 |
|        | KWW Niemiecka Mniejszość Górnego Śląska       | 8024    | 5731   | 2675   | 1605   | 1146   | 892    | 729    | 617  | ... | 422  | 0  | 0,37 |
|        | Polskie Stronnictwo Ludowe                    | 7709    | 5506   | 2570   | 1542   | 1101   | 857    | 701    | 593  | ... | 406  | 0  | 0,35 |
| Ogółem | Ogółem                                        | 219 261 | –      | –      | –      | –      | –      | –      | –    | –   | –    | 10 | 10   |

### Wybory parlamentarne 2005
| Komitet wyborczy                                      | Komitet wyborczy                      | Głosów | %     | Mandaty | Wybrani posłowie                                                        |
| ----------------------------------------------------- | ------------------------------------- | ------ | ----- | ------- | ----------------------------------------------------------------------- |
|                                                       | Platforma Obywatelska RP              | 76 680 | 33,12 | 4       | Krystyna Szumilas, Andrzej Gałażewski, Ewa Więckowska, Tomasz Głogowski |
|                                                       | Prawo i Sprawiedliwość                | 65 835 | 28,43 | 4       | Jędrzej Jędrych, Wojciech Szarama, Aleksander Chłopek, Tadeusz Wita     |
|                                                       | Sojusz Lewicy Demokratycznej          | 27 070 | 11,69 | 1       | Wacław Martyniuk                                                        |
|                                                       | Samoobrona Rzeczpospolitej Polskiej   | 16 130 | 6,97  | 1       | Rajmund Moric                                                           |
|                                                       | Liga Polskich Rodzin                  | 12 373 | 5,34  | –       |                                                                         |
|                                                       | Socjaldemokracja Polska               | 8240   | 3,56  | –       |                                                                         |
|                                                       | Partia Demokratyczna – demokraci.pl   | 5651   | 2,44  | –       |                                                                         |
|                                                       | KWW Mniejszości Niemieckiej Śląska    | 5581   | 2,41  | –       |                                                                         |
|                                                       | Polskie Stronnictwo Ludowe            | 4507   | 1,95  | –       |                                                                         |
|                                                       | Platforma Janusza Korwin-Mikke        | 3955   | 1,71  | –       |                                                                         |
|                                                       | Polska Partia Pracy                   | 1990   | 0,86  | –       |                                                                         |
|                                                       | Ruch Patriotyczny                     | 1912   | 0,83  | –       |                                                                         |
|                                                       | Polska Konfederacja – Godność i Praca | 735    | 0,32  | –       |                                                                         |
|                                                       | Polska Partia Narodowa                | 598    | 0,26  | –       |                                                                         |
|                                                       | Inicjatywa RP                         | 283    | 0,12  | –       |                                                                         |
| Frekwencja: 35,81% Źródło: Państwowa Komisja Wyborcza |                                       |        |       |         |                                                                         |

Poniższa tabela przedstawia podział mandatów dla komitetów wyborczych na podstawie uzyskanych głosów, a następnie obliczonych ilorazów wyborczych na podstawie metody D’Hondta.
| Podział mandatów dla komitetów wyborczych na podstawie metody D’Hondta | Podział mandatów dla komitetów wyborczych na podstawie metody D’Hondta | Podział mandatów dla komitetów wyborczych na podstawie metody D’Hondta | Podział mandatów dla komitetów wyborczych na podstawie metody D’Hondta | Podział mandatów dla komitetów wyborczych na podstawie metody D’Hondta | Podział mandatów dla komitetów wyborczych na podstawie metody D’Hondta | Podział mandatów dla komitetów wyborczych na podstawie metody D’Hondta | Podział mandatów dla komitetów wyborczych na podstawie metody D’Hondta | Podział mandatów dla komitetów wyborczych na podstawie metody D’Hondta | Podział mandatów dla komitetów wyborczych na podstawie metody D’Hondta | Podział mandatów dla komitetów wyborczych na podstawie metody D’Hondta | Podział mandatów dla komitetów wyborczych na podstawie metody D’Hondta |
| Komitet wyborczy                                                       | Komitet wyborczy                                                       | Liczba głosów                                                          | Iloraz wyborczy                                                        | Iloraz wyborczy                                                        | Iloraz wyborczy                                                        | Iloraz wyborczy                                                        | Iloraz wyborczy                                                        | Iloraz wyborczy                                                        | Iloraz wyborczy                                                        | Mandaty                                                                | TP                                                                     |
| Komitet wyborczy                                                       | Komitet wyborczy                                                       | Liczba głosów                                                          | /1                                                                     | /2                                                                     | /3                                                                     | /4                                                                     | /5                                                                     | ...                                                                    | /10                                                                    | Mandaty                                                                | TP                                                                     |
| ---------------------------------------------------------------------- | ---------------------------------------------------------------------- | ---------------------------------------------------------------------- | ---------------------------------------------------------------------- | ---------------------------------------------------------------------- | ---------------------------------------------------------------------- | ---------------------------------------------------------------------- | ---------------------------------------------------------------------- | ---------------------------------------------------------------------- | ---------------------------------------------------------------------- | ---------------------------------------------------------------------- | ---------------------------------------------------------------------- |
|                                                                        | Platforma Obywatelska RP                                               | 76 680                                                                 | 76 680                                                                 | 38 340                                                                 | 25 560                                                                 | 19 170                                                                 | 15 336                                                                 | ...                                                                    | 7668                                                                   | 4                                                                      | 3,68                                                                   |
|                                                                        | Prawo i Sprawiedliwość                                                 | 65 835                                                                 | 65 835                                                                 | 32 918                                                                 | 21 945                                                                 | 16 459                                                                 | 13 167                                                                 | ...                                                                    | 6584                                                                   | 4                                                                      | 3,16                                                                   |
|                                                                        | Sojusz Lewicy Demokratycznej                                           | 27 070                                                                 | 27 070                                                                 | 13 535                                                                 | 9023                                                                   | 6768                                                                   | 5414                                                                   | ...                                                                    | 2707                                                                   | 1                                                                      | 1,30                                                                   |
|                                                                        | Samoobrona Rzeczpospolitej Polskiej                                    | 16 130                                                                 | 16 130                                                                 | 8065                                                                   | 5377                                                                   | 4033                                                                   | 3226                                                                   | ...                                                                    | 1613                                                                   | 1                                                                      | 0,77                                                                   |
|                                                                        | Liga Polskich Rodzin                                                   | 12 373                                                                 | 12 373                                                                 | 6187                                                                   | 4124                                                                   | 3093                                                                   | 2475                                                                   | ...                                                                    | 1237                                                                   | 0                                                                      | 0,59                                                                   |
|                                                                        | KWW Mniejszości Niemieckiej Śląska                                     | 5581                                                                   | 5581                                                                   | 2791                                                                   | 1860                                                                   | 1395                                                                   | 1116                                                                   | ...                                                                    | 1395                                                                   | 0                                                                      | 0,27                                                                   |
|                                                                        | Polskie Stronnictwo Ludowe                                             | 4507                                                                   | 4507                                                                   | 2254                                                                   | 1502                                                                   | 1127                                                                   | 901                                                                    | ...                                                                    | 451                                                                    | 0                                                                      | 0,22                                                                   |
| Ogółem                                                                 | Ogółem                                                                 | 208 540                                                                | –                                                                      | –                                                                      | –                                                                      | –                                                                      | –                                                                      | –                                                                      | –                                                                      | 10                                                                     | 10                                                                     |

### Wybory parlamentarne 2007
| Komitet wyborczy                                      | Komitet wyborczy                      | Głosów  | %     | Mandaty | Wybrani posłowie                                                                                           |
| ----------------------------------------------------- | ------------------------------------- | ------- | ----- | ------- | --- |
|                                                       | Platforma Obywatelska RP              | 163 655 | 49,69 | 6       | Andrzej Gałażewski, Krystyna Szumilas, Mirosław Sekuła, Tomasz Głogowski, Jacek Brzezinka, Jan Kaźmierczak |
|                                                       | Prawo i Sprawiedliwość                | 97 540  | 29,62 | 3       | Zbigniew Religa, Wojciech Szarama, Aleksander Chłopek, Tadeusz Wita                                        |
|                                                       | KKW Lewica i Demokraci SLD+SDPL+PD+UP | 43 679  | 13,26 | 1       | Wacław Martyniuk                                                                                           |
|                                                       | Polskie Stronnictwo Ludowe            | 15 244  | 4,63  | –       | |
|                                                       | Polska Partia Pracy                   | 3315    | 1,01  | –       | |
|                                                       | Liga Polskich Rodzin                  | 3211    | 0,97  | –       | |
|                                                       | Samoobrona Rzeczpospolitej Polskiej   | 2706    | 0,82  | –       | |
| Frekwencja: 50,96% Źródło: Państwowa Komisja Wyborcza |                                       |         |       |         | |

Poniższa tabela przedstawia podział mandatów dla komitetów wyborczych na podstawie uzyskanych głosów, a następnie obliczonych ilorazów wyborczych na podstawie metody D’Hondta.
| Podział mandatów dla komitetów wyborczych na podstawie metody D’Hondta | Podział mandatów dla komitetów wyborczych na podstawie metody D’Hondta | Podział mandatów dla komitetów wyborczych na podstawie metody D’Hondta | Podział mandatów dla komitetów wyborczych na podstawie metody D’Hondta | Podział mandatów dla komitetów wyborczych na podstawie metody D’Hondta | Podział mandatów dla komitetów wyborczych na podstawie metody D’Hondta | Podział mandatów dla komitetów wyborczych na podstawie metody D’Hondta | Podział mandatów dla komitetów wyborczych na podstawie metody D’Hondta | Podział mandatów dla komitetów wyborczych na podstawie metody D’Hondta | Podział mandatów dla komitetów wyborczych na podstawie metody D’Hondta | Podział mandatów dla komitetów wyborczych na podstawie metody D’Hondta | Podział mandatów dla komitetów wyborczych na podstawie metody D’Hondta | Podział mandatów dla komitetów wyborczych na podstawie metody D’Hondta | Podział mandatów dla komitetów wyborczych na podstawie metody D’Hondta |
| Komitet wyborczy                                                       | Komitet wyborczy                                                       | Liczba głosów                                                          | Iloraz wyborczy                                                        | Iloraz wyborczy                                                        | Iloraz wyborczy                                                        | Iloraz wyborczy                                                        | Iloraz wyborczy                                                        | Iloraz wyborczy                                                        | Iloraz wyborczy                                                        | Iloraz wyborczy                                                        | Iloraz wyborczy                                                        | Mandaty                                                                | TP                                                                     |
| Komitet wyborczy                                                       | Komitet wyborczy                                                       | Liczba głosów                                                          | /1                                                                     | /2                                                                     | /3                                                                     | /4                                                                     | /5                                                                     | /6                                                                     | /7                                                                     | ...                                                                    | /10                                                                    | Mandaty                                                                | TP                                                                     |
| ---------------------------------------------------------------------- | ---------------------------------------------------------------------- | ---------------------------------------------------------------------- | ---------------------------------------------------------------------- | ---------------------------------------------------------------------- | ---------------------------------------------------------------------- | ---------------------------------------------------------------------- | ---------------------------------------------------------------------- | ---------------------------------------------------------------------- | ---------------------------------------------------------------------- | ---------------------------------------------------------------------- | ---------------------------------------------------------------------- | ---------------------------------------------------------------------- | ---------------------------------------------------------------------- |
|                                                                        | Platforma Obywatelska RP                                               | 163 655                                                                | 163 655                                                                | 81 828                                                                 | 54 552                                                                 | 40 914                                                                 | 32 731                                                                 | 27 276                                                                 | 23 379                                                                 | ...                                                                    | 16 366                                                                 | 6                                                                      | 5,11                                                                   |
|                                                                        | Prawo i Sprawiedliwość                                                 | 97 540                                                                 | 97 540                                                                 | 48 770                                                                 | 32 513                                                                 | 24 385                                                                 | 19 508                                                                 | 16 257                                                                 | 13 934                                                                 | ...                                                                    | 9754                                                                   | 3                                                                      | 3,05                                                                   |
|                                                                        | KKW Lewica i Demokraci SLD+SDPL+PD+UP                                  | 43 679                                                                 | 43 679                                                                 | 21 840                                                                 | 14 560                                                                 | 10 920                                                                 | 8736                                                                   | 7280                                                                   | 6240                                                                   | ...                                                                    | 4368                                                                   | 1                                                                      | 1,36                                                                   |
|                                                                        | Polskie Stronnictwo Ludowe                                             | 15 244                                                                 | 15 244                                                                 | 7622                                                                   | 5081                                                                   | 3811                                                                   | 3049                                                                   | 2541                                                                   | 2178                                                                   | ...                                                                    | 1524                                                                   | 0                                                                      | 0,48                                                                   |
| Ogółem                                                                 | Ogółem                                                                 | 320 118                                                                | –                                                                      | –                                                                      | –                                                                      | –                                                                      | –                                                                      | –                                                                      | –                                                                      | –                                                                      | –                                                                      | 10                                                                     | 10                                                                     |

### Wybory parlamentarne 2011
| Komitet wyborczy                                      | Komitet wyborczy                  | Głosów  | %     | Mandaty | Wybrani posłowie                                                                                       |
| ----------------------------------------------------- | --------------------------------- | ------- | ----- | ------- | --- |
|                                                       | Platforma Obywatelska RP          | 140 272 | 49,89 | 6       | Krystyna Szumilas, Tomasz Głogowski, Andrzej Gałażewski, Jacek Brzezinka, Borys Budka, Jan Kaźmierczak |
|                                                       | Prawo i Sprawiedliwość            | 65 724  | 23,37 | 2       | Jerzy Polaczek, Piotr Pyzik                                                                            |
|                                                       | Ruch Palikota                     | 30 320  | 10,78 | 1       | Marek Stolarski                                                                                        |
|                                                       | Sojusz Lewicy Demokratycznej      | 21 932  | 7,80  | –       | |
|                                                       | Polskie Stronnictwo Ludowe        | 14 028  | 4,99  | –       | |
|                                                       | Polska Jest Najważniejsza         | 6527    | 2,32  | –       | |
|                                                       | Polska Partia Pracy – Sierpień 80 | 2385    | 0,85  | –       | |
| Frekwencja: 46,19% Źródło: Państwowa Komisja Wyborcza |                                   |         |       |         | |

Poniższa tabela przedstawia podział mandatów dla komitetów wyborczych na podstawie uzyskanych głosów, a następnie obliczonych ilorazów wyborczych na podstawie metody D’Hondta.
| Podział mandatów dla komitetów wyborczych na podstawie metody D’Hondta | Podział mandatów dla komitetów wyborczych na podstawie metody D’Hondta | Podział mandatów dla komitetów wyborczych na podstawie metody D’Hondta | Podział mandatów dla komitetów wyborczych na podstawie metody D’Hondta | Podział mandatów dla komitetów wyborczych na podstawie metody D’Hondta | Podział mandatów dla komitetów wyborczych na podstawie metody D’Hondta | Podział mandatów dla komitetów wyborczych na podstawie metody D’Hondta | Podział mandatów dla komitetów wyborczych na podstawie metody D’Hondta | Podział mandatów dla komitetów wyborczych na podstawie metody D’Hondta | Podział mandatów dla komitetów wyborczych na podstawie metody D’Hondta | Podział mandatów dla komitetów wyborczych na podstawie metody D’Hondta | Podział mandatów dla komitetów wyborczych na podstawie metody D’Hondta | Podział mandatów dla komitetów wyborczych na podstawie metody D’Hondta | Podział mandatów dla komitetów wyborczych na podstawie metody D’Hondta |
| Komitet wyborczy                                                       | Komitet wyborczy                                                       | Liczba głosów                                                          | Iloraz wyborczy                                                        | Iloraz wyborczy                                                        | Iloraz wyborczy                                                        | Iloraz wyborczy                                                        | Iloraz wyborczy                                                        | Iloraz wyborczy                                                        | Iloraz wyborczy                                                        | Iloraz wyborczy                                                        | Iloraz wyborczy                                                        | Mandaty                                                                | TP                                                                     |
| Komitet wyborczy                                                       | Komitet wyborczy                                                       | Liczba głosów                                                          | /1                                                                     | /2                                                                     | /3                                                                     | /4                                                                     | /5                                                                     | /6                                                                     | /7                                                                     | /8                                                                     | /9                                                                     | Mandaty                                                                | TP                                                                     |
| ---------------------------------------------------------------------- | ---------------------------------------------------------------------- | ---------------------------------------------------------------------- | ---------------------------------------------------------------------- | ---------------------------------------------------------------------- | ---------------------------------------------------------------------- | ---------------------------------------------------------------------- | ---------------------------------------------------------------------- | ---------------------------------------------------------------------- | ---------------------------------------------------------------------- | ---------------------------------------------------------------------- | ---------------------------------------------------------------------- | ---------------------------------------------------------------------- | ---------------------------------------------------------------------- |
|                                                                        | Platforma Obywatelska RP                                               | 140 272                                                                | 140 272                                                                | 70 136                                                                 | 46 757                                                                 | 35 068                                                                 | 28 054                                                                 | 23 379                                                                 | 20 039                                                                 | 17 534                                                                 | 15 586                                                                 | 6                                                                      | 4,64                                                                   |
|                                                                        | Prawo i Sprawiedliwość                                                 | 65 724                                                                 | 65 724                                                                 | 32 862                                                                 | 21 908                                                                 | 16 431                                                                 | 13 145                                                                 | 10 954                                                                 | 9389                                                                   | 8216                                                                   | 7303                                                                   | 2                                                                      | 2,17                                                                   |
|                                                                        | Ruch Palikota                                                          | 30 320                                                                 | 30 320                                                                 | 15 160                                                                 | 10 107                                                                 | 7580                                                                   | 6064                                                                   | 5053                                                                   | 4331                                                                   | 3790                                                                   | 3369                                                                   | 1                                                                      | 1,00                                                                   |
|                                                                        | Sojusz Lewicy Demokratycznej                                           | 21 932                                                                 | 21 932                                                                 | 10 966                                                                 | 7311                                                                   | 5483                                                                   | 4386                                                                   | 3655                                                                   | 3133                                                                   | 2742                                                                   | 2437                                                                   | 0                                                                      | 0,72                                                                   |
|                                                                        | Polskie Stronnictwo Ludowe                                             | 14 028                                                                 | 14 028                                                                 | 7014                                                                   | 4676                                                                   | 3507                                                                   | 2806                                                                   | 2338                                                                   | 2004                                                                   | 1754                                                                   | 1559                                                                   | 0                                                                      | 0,46                                                                   |
| Ogółem                                                                 | Ogółem                                                                 | 272 276                                                                | –                                                                      | –                                                                      | –                                                                      | –                                                                      | –                                                                      | –                                                                      | –                                                                      | –                                                                      | –                                                                      | 9                                                                      | 9                                                                      |

### Wybory parlamentarne 2015
| Komitet wyborczy                                      | Komitet wyborczy                             | Głosów | %     | Mandaty | Wybrani posłowie                                                |
| ----------------------------------------------------- | -------------------------------------------- | ------ | ----- | ------- | --------------------------------------------------------------- |
|                                                       | Prawo i Sprawiedliwość                       | 89 584 | 30,51 | 4       | Wojciech Szarama, Barbara Dziuk, Piotr Pyzik, Jarosław Gonciarz |
|                                                       | Platforma Obywatelska RP                     | 85 130 | 28,99 | 3       | Borys Budka, Krystyna Szumilas, Tomasz Głogowski                |
|                                                       | KWW Kukiz’15                                 | 35 793 | 12,19 | 1       | Paweł Kobyliński                                                |
|                                                       | Nowoczesna Ryszarda Petru                    | 26 122 | 8,90  | 1       | Marta Golbik                                                    |
|                                                       | KKW Zjednoczona Lewica SLD+TR+PPS+UP+Zieloni | 21 163 | 7,21  | –       |                                                                 |
|                                                       | KORWiN                                       | 14 949 | 5,09  | –       |                                                                 |
|                                                       | Partia Razem                                 | 12 181 | 4,15  | –       |                                                                 |
|                                                       | Polskie Stronnictwo Ludowe                   | 7342   | 2,50  | –       |                                                                 |
|                                                       | KWW Grzegorza Brauna „Szczęść Boże!”         | 1403   | 0,48  | –       |                                                                 |
| Frekwencja: 49,12% Źródło: Państwowa Komisja Wyborcza |                                              |        |       |         |                                                                 |

Poniższa tabela przedstawia podział mandatów dla komitetów wyborczych na podstawie uzyskanych głosów, a następnie obliczonych ilorazów wyborczych na podstawie metody D’Hondta.
| Podział mandatów dla komitetów wyborczych na podstawie metody D’Hondta | Podział mandatów dla komitetów wyborczych na podstawie metody D’Hondta | Podział mandatów dla komitetów wyborczych na podstawie metody D’Hondta | Podział mandatów dla komitetów wyborczych na podstawie metody D’Hondta | Podział mandatów dla komitetów wyborczych na podstawie metody D’Hondta | Podział mandatów dla komitetów wyborczych na podstawie metody D’Hondta | Podział mandatów dla komitetów wyborczych na podstawie metody D’Hondta | Podział mandatów dla komitetów wyborczych na podstawie metody D’Hondta | Podział mandatów dla komitetów wyborczych na podstawie metody D’Hondta | Podział mandatów dla komitetów wyborczych na podstawie metody D’Hondta | Podział mandatów dla komitetów wyborczych na podstawie metody D’Hondta | Podział mandatów dla komitetów wyborczych na podstawie metody D’Hondta |
| Komitet wyborczy                                                       | Komitet wyborczy                                                       | Liczba głosów                                                          | Iloraz wyborczy                                                        | Iloraz wyborczy                                                        | Iloraz wyborczy                                                        | Iloraz wyborczy                                                        | Iloraz wyborczy                                                        | Iloraz wyborczy                                                        | Iloraz wyborczy                                                        | Mandaty                                                                | TP                                                                     |
| Komitet wyborczy                                                       | Komitet wyborczy                                                       | Liczba głosów                                                          | /1                                                                     | /2                                                                     | /3                                                                     | /4                                                                     | /5                                                                     | ...                                                                    | /9                                                                     | Mandaty                                                                | TP                                                                     |
| ---------------------------------------------------------------------- | ---------------------------------------------------------------------- | ---------------------------------------------------------------------- | ---------------------------------------------------------------------- | ---------------------------------------------------------------------- | ---------------------------------------------------------------------- | ---------------------------------------------------------------------- | ---------------------------------------------------------------------- | ---------------------------------------------------------------------- | ---------------------------------------------------------------------- | ---------------------------------------------------------------------- | ---------------------------------------------------------------------- |
|                                                                        | Prawo i Sprawiedliwość                                                 | 89 584                                                                 | 89 584                                                                 | 44 792                                                                 | 29 861                                                                 | 22 396                                                                 | 17 917                                                                 | ...                                                                    | 9954                                                                   | 4                                                                      | 3,30                                                                   |
|                                                                        | Platforma Obywatelska RP                                               | 85 130                                                                 | 85 130                                                                 | 42 565                                                                 | 28 377                                                                 | 21 283                                                                 | 17 026                                                                 | ...                                                                    | 9459                                                                   | 3                                                                      | 3,14                                                                   |
|                                                                        | KWW Kukiz’15                                                           | 35 793                                                                 | 35 793                                                                 | 17 897                                                                 | 11 931                                                                 | 8948                                                                   | 7159                                                                   | ...                                                                    | 3977                                                                   | 1                                                                      | 1,32                                                                   |
|                                                                        | Nowoczesna Ryszarda Petru                                              | 26 122                                                                 | 26 122                                                                 | 13 061                                                                 | 8707                                                                   | 6531                                                                   | 5224                                                                   | ...                                                                    | 2902                                                                   | 1                                                                      | 0,96                                                                   |
|                                                                        | Polskie Stronnictwo Ludowe                                             | 7342                                                                   | 7342                                                                   | 3671                                                                   | 2447                                                                   | 1836                                                                   | 1468                                                                   | ...                                                                    | 816                                                                    | 0                                                                      | 0,27                                                                   |
| Ogółem                                                                 | Ogółem                                                                 | 243 971                                                                | –                                                                      | –                                                                      | –                                                                      | –                                                                      | –                                                                      | –                                                                      | –                                                                      | 9                                                                      | 9                                                                      |

### Wybory parlamentarne 2019
| Komitet wyborczy                                      | Komitet wyborczy                           | Głosów  | %     | Mandaty | Wybrani posłowie                                                       |
| ----------------------------------------------------- | ------------------------------------------ | ------- | ----- | ------- | ---------------------------------------------------------------------- |
|                                                       | Prawo i Sprawiedliwość                     | 128 579 | 37,75 | 4       | Bożena Borys-Szopa, Wojciech Szarama, Barbara Dziuk, Jarosław Gonciarz |
|                                                       | KKW Koalicja Obywatelska PO .N iPL Zieloni | 111 078 | 32,61 | 4       | Marta Golbik, Krystyna Szumilas, Tomasz Głogowski, Tomasz Olichwer     |
|                                                       | Sojusz Lewicy Demokratycznej               | 45 583  | 13,38 | 1       | Wanda Nowicka                                                          |
|                                                       | Konfederacja Wolność i Niepodległość       | 26 114  | 7,67  | –       |                                                                        |
|                                                       | Polskie Stronnictwo Ludowe                 | 20 408  | 5,99  | –       |                                                                        |
|                                                       | KWW Koalicja Bezpartyjni i Samorządowcy    | 8885    | 2,61  | –       |                                                                        |
| Frekwencja: 59,18% Źródło: Państwowa Komisja Wyborcza |                                            |         |       |         |                                                                        |

Poniższa tabela przedstawia podział mandatów dla komitetów wyborczych na podstawie uzyskanych głosów, a następnie obliczonych ilorazów wyborczych na podstawie metody D’Hondta.
| Podział mandatów dla komitetów wyborczych na podstawie metody D’Hondta | Podział mandatów dla komitetów wyborczych na podstawie metody D’Hondta | Podział mandatów dla komitetów wyborczych na podstawie metody D’Hondta | Podział mandatów dla komitetów wyborczych na podstawie metody D’Hondta | Podział mandatów dla komitetów wyborczych na podstawie metody D’Hondta | Podział mandatów dla komitetów wyborczych na podstawie metody D’Hondta | Podział mandatów dla komitetów wyborczych na podstawie metody D’Hondta | Podział mandatów dla komitetów wyborczych na podstawie metody D’Hondta | Podział mandatów dla komitetów wyborczych na podstawie metody D’Hondta | Podział mandatów dla komitetów wyborczych na podstawie metody D’Hondta | Podział mandatów dla komitetów wyborczych na podstawie metody D’Hondta | Podział mandatów dla komitetów wyborczych na podstawie metody D’Hondta |
| Komitet wyborczy                                                       | Komitet wyborczy                                                       | Liczba głosów                                                          | Iloraz wyborczy                                                        | Iloraz wyborczy                                                        | Iloraz wyborczy                                                        | Iloraz wyborczy                                                        | Iloraz wyborczy                                                        | Iloraz wyborczy                                                        | Iloraz wyborczy                                                        | Mandaty                                                                | TP                                                                     |
| Komitet wyborczy                                                       | Komitet wyborczy                                                       | Liczba głosów                                                          | /1                                                                     | /2                                                                     | /3                                                                     | /4                                                                     | /5                                                                     | ...                                                                    | /9                                                                     | Mandaty                                                                | TP                                                                     |
| ---------------------------------------------------------------------- | ---------------------------------------------------------------------- | ---------------------------------------------------------------------- | ---------------------------------------------------------------------- | ---------------------------------------------------------------------- | ---------------------------------------------------------------------- | ---------------------------------------------------------------------- | ---------------------------------------------------------------------- | ---------------------------------------------------------------------- | ---------------------------------------------------------------------- | ---------------------------------------------------------------------- | ---------------------------------------------------------------------- |
|                                                                        | Prawo i Sprawiedliwość                                                 | 128 579                                                                | 128 579                                                                | 64 290                                                                 | 42 860                                                                 | 32 145                                                                 | 25 716                                                                 | ...                                                                    | 14 287                                                                 | 4                                                                      | 3,49                                                                   |
|                                                                        | KKW Koalicja Obywatelska PO .N iPL Zieloni                             | 111 079                                                                | 111 079                                                                | 55 539                                                                 | 37 026                                                                 | 27 770                                                                 | 22 216                                                                 | ...                                                                    | 12 342                                                                 | 4                                                                      | 3,01                                                                   |
|                                                                        | Sojusz Lewicy Demokratycznej                                           | 45 583                                                                 | 45 583                                                                 | 22 792                                                                 | 15 194                                                                 | 11 396                                                                 | 9117                                                                   | ...                                                                    | 5096                                                                   | 1                                                                      | 1,24                                                                   |
|                                                                        | Konfederacja Wolność i Niepodległość                                   | 26 114                                                                 | 26 114                                                                 | 13 057                                                                 | 8705                                                                   | 6529                                                                   | 5223                                                                   | ...                                                                    | 2902                                                                   | 0                                                                      | 0,71                                                                   |
|                                                                        | Polskie Stronnictwo Ludowe                                             | 20 408                                                                 | 20 408                                                                 | 10 204                                                                 | 6803                                                                   | 5102                                                                   | 4082                                                                   | ...                                                                    | 2268                                                                   | 0                                                                      | 0,55                                                                   |
| Ogółem                                                                 | Ogółem                                                                 | 331 762                                                                | –                                                                      | –                                                                      | –                                                                      | –                                                                      | –                                                                      | –                                                                      | –                                                                      | 9                                                                      | 9                                                                      |

### Wybory parlamentarne 2023
| Komitet wyborczy                                      | Komitet wyborczy                                                           | Głosów  | %     | Mandaty | Wybrani posłowie                                              |
| ----------------------------------------------------- | -------------------------------------------------------------------------- | ------- | ----- | ------- | ------------------------------------------------------------- |
|                                                       | KKW Koalicja Obywatelska PO .N iPL Zieloni                                 | 139 711 | 36,06 | 4       | Krystyna Szumilas, Marta Golbik, Marek Gzik, Tomasz Głogowski |
|                                                       | Prawo i Sprawiedliwość                                                     | 116 827 | 30,16 | 3       | Bożena Borys-Szopa, Jarosław Wieczorek, Wojciech Szarama      |
|                                                       | KKW Trzecia Droga Polska 2050 Szymona Hołowni – Polskie Stronnictwo Ludowe | 51 681  | 13,34 | 1       | Piotr Strach                                                  |
|                                                       | Nowa Lewica                                                                | 35 673  | 9,21  | 1       | Wanda Nowicka                                                 |
|                                                       | Konfederacja Wolność i Niepodległość                                       | 26 934  | 6,95  | –       |                                                               |
|                                                       | Polska Jest Jedna                                                          | 9 204   | 2,38  | –       |                                                               |
|                                                       | Bezpartyjni Samorządowcy                                                   | 7 378   | 1,90  | –       |                                                               |
| Frekwencja: 71,47% Źródło: Państwowa Komisja Wyborcza |                                                                            |         |       |         |                                                               |

Poniższa tabela przedstawia podział mandatów dla komitetów wyborczych na podstawie uzyskanych głosów, a następnie obliczonych ilorazów wyborczych na podstawie metody D’Hondta.
| Podział mandatów dla komitetów wyborczych na podstawie metody D’Hondta | Podział mandatów dla komitetów wyborczych na podstawie metody D’Hondta     | Podział mandatów dla komitetów wyborczych na podstawie metody D’Hondta | Podział mandatów dla komitetów wyborczych na podstawie metody D’Hondta | Podział mandatów dla komitetów wyborczych na podstawie metody D’Hondta | Podział mandatów dla komitetów wyborczych na podstawie metody D’Hondta | Podział mandatów dla komitetów wyborczych na podstawie metody D’Hondta | Podział mandatów dla komitetów wyborczych na podstawie metody D’Hondta | Podział mandatów dla komitetów wyborczych na podstawie metody D’Hondta | Podział mandatów dla komitetów wyborczych na podstawie metody D’Hondta | Podział mandatów dla komitetów wyborczych na podstawie metody D’Hondta | Podział mandatów dla komitetów wyborczych na podstawie metody D’Hondta |
| Komitet wyborczy                                                       | Komitet wyborczy                                                           | Liczba głosów                                                          | Iloraz wyborczy                                                        | Iloraz wyborczy                                                        | Iloraz wyborczy                                                        | Iloraz wyborczy                                                        | Iloraz wyborczy                                                        | Iloraz wyborczy                                                        | Iloraz wyborczy                                                        | Mandaty                                                                | TP                                                                     |
| Komitet wyborczy                                                       | Komitet wyborczy                                                           | Liczba głosów                                                          | /1                                                                     | /2                                                                     | /3                                                                     | /4                                                                     | /5                                                                     | ...                                                                    | /9                                                                     | Mandaty                                                                | TP                                                                     |
| ---------------------------------------------------------------------- | -------------------------------------------------------------------------- | ---------------------------------------------------------------------- | ---------------------------------------------------------------------- | ---------------------------------------------------------------------- | ---------------------------------------------------------------------- | ---------------------------------------------------------------------- | ---------------------------------------------------------------------- | ---------------------------------------------------------------------- | ---------------------------------------------------------------------- | ---------------------------------------------------------------------- | ---------------------------------------------------------------------- |
|                                                                        | KKW Koalicja Obywatelska PO .N iPL Zieloni                                 | 139 711                                                                | 139 711                                                                | 69 856                                                                 | 46 570                                                                 | 34 928                                                                 | 27 942                                                                 | ...                                                                    | 15 523                                                                 | 4                                                                      | 3,39                                                                   |
|                                                                        | Prawo i Sprawiedliwość                                                     | 116 827                                                                | 116 827                                                                | 58 414                                                                 | 38 942                                                                 | 29 207                                                                 | 23 365                                                                 | ...                                                                    | 12 981                                                                 | 3                                                                      | 2,84                                                                   |
|                                                                        | KKW Trzecia Droga Polska 2050 Szymona Hołowni – Polskie Stronnictwo Ludowe | 51 681                                                                 | 51 681                                                                 | 25 841                                                                 | 17 227                                                                 | 12 920                                                                 | 10 336                                                                 | ...                                                                    | 5742                                                                   | 1                                                                      | 1,25                                                                   |
|                                                                        | Nowa Lewica                                                                | 35 673                                                                 | 35 673                                                                 | 17 837                                                                 | 11 891                                                                 | 8918                                                                   | 7135                                                                   | ...                                                                    | 3964                                                                   | 1                                                                      | 0,87                                                                   |
|                                                                        | Konfederacja Wolność i Niepodległość                                       | 26 934                                                                 | 26 934                                                                 | 13 467                                                                 | 8978                                                                   | 6734                                                                   | 5387                                                                   | ...                                                                    | 2993                                                                   | 0                                                                      | 0,65                                                                   |
| Ogółem                                                                 | Ogółem                                                                     | 370 826                                                                | –                                                                      | –                                                                      | –                                                                      | –                                                                      | –                                                                      | –                                                                      | –                                                                      | 9                                                                      | 9                                                                      |